# Akhmed Tazhudinov
Akhmed Magomedovich Tazhudinov (em russo: Ахмед Магомедович Тажудинов; Gergebil, 25 de janeiro de 2003) é um lutador de estilo-livre baremita.

## Carreira
Akhmed Tazhudinov ganhou uma das medalhas de bronze na categoria 97 kg no Campeonato Russo de Luta Livre de 2022. Ele compete pelo Bahrein desde o outono de 2022 e fez sua estreia no Torneio Internacional Memorial Dinmuhamed Kunayev em Taraz, Cazaquistão, no início de novembro de 2022, onde venceu o torneio. Poucos dias depois, como parte da equipe do Bahrein no Egito, ele venceu o Campeonato Árabe.
Em 13 de abril de 2023 em Astana, ele participou do Campeonato Asiático de Luta Livre de 2023 e derrotou o chinês Habila Awusayiman na final para se tornar o campeão asiático. Em 19 de setembro de 2023, ele derrotou Magomedkhan Magomedov na final do Campeonato Mundial de Luta Livre de 2023 para ganhar sua primeira medalha de ouro no Mundial Sênior. Em rodadas anteriores a caminho do título, ele derrotou Kyle Snyder e Abdulrashid Sadulaev, que juntos ganharam todos os títulos mundiais ou olímpicos de 97 kg desde o Campeonato Mundial de Luta Livre de 2015.
Em sua luta com Kyle Snyder, Akhmed Tazhudinov mostrou um wrestling fenomenal e o derrotou por 10-0. Sadulaev não conseguiu continuar a luta devido a uma lesão no pescoço e desistiu do torneio.
Um ano depois, Tazhudinov ganhou a medalha de ouro na categoria masculina de 97 kg nas Olimpíadas de Verão de 2024 em Paris, França. Após a competição, ele passou por uma cirurgia para reparar uma articulação AC separada em seu ombro direito, que ele havia sofrido em um campo de treinamento na Bielo-Rússia algumas semanas antes.